# القشعة (تعز)
القشعه هي إحدى قرى الجمهورية اليمنية. وهي تتبع جغرافيًا لمحافظة تعز. وإداريًا لمديرية جبل حبشي. يبلغ تعداد سكانها 1034 نسمة حسب الإحصاء الذي جرى عام 2004.